# Ray Simons
Ray Alexander Simons (* 31. Dezember 1913 in Varakļāni, Lettland; † 12. September 2004 in Kapstadt, Südafrika, geboren als Rachel Esther Alexandrowich) war eine Frauenrechtlerin, Gewerkschafterin und aktive Kämpferin gegen das Apartheid-Regime von Südafrika. In Südafrika wurde sie politisch verfolgt, im Jahr 1965  mit ihrem Mann verbannt und konnte erst in den 1990er Jahren wieder zurückkehren.

## Frühes Leben
Ray Simons war eines der Kinder von Dobe und Simon (Simka) Alexandrowich. Ihr Vater war Lehrer für Russisch, Deutsch und Mathematik. Sie wuchs mit fünf weiteren Geschwistern und zwei Stiefschwestern in einem jüdischen Elternhaus auf, das Wert auf Bildung legte. Unterrichtet wurde sie in einer Cheder, eine traditionelle und religiös geprägte Schule eines jüdischen Schulträgers. Schon früh engagierte sich Ray Simons politisch und wurde im Alter von 13 Jahren Mitglied der Kommunistischen Partei Lettlands, die sich im Untergrund befand. Sie erlebte dabei, wie sich ihr Vater an der Revolution 1905 beteiligte und in diesem Zusammenhang vom zaristischen Regime Verfolgten Schutz und Hilfe gewährte. Ihr Vater verstarb bereits 1924 und der Schulleiter ihrer Schule, Leib Jaffe, übernahm nun eine erzieherische Mitverantwortung. Er war mit ihrem Vater eng befreundet und hatte ihm geraten, ihr Literatur zum Lesen zu geben. Der Pädagoge wurde auf diese Weise ihr erster geistiger Mentor. Ray Simons Mutter hatte eine Weile im englischen Leeds gelebt. Im Verlauf dieser Zeit konnte sie gut Englisch lernen und erfuhr von dem harten Leben der Arbeiterbevölkerung. Später erzählte sie ihrer Tochter Ray von diesen Eindrücken und machte sie mit den Ideen von Karl Marx bekannt, bat aber darum, dass sie sich nicht in revolutionären Gruppen engagieren solle. Ihr Bruder Isher und ihre Schwester Deborah wanderten noch vor ihr nach Südafrika aus.
Ferner setzte sie sich aktiv für die Verwirklichung der Balfour Declaration ein, die das Ziel verfolgte, in Palästina eine „nationale Heimstätte“ des jüdischen Volkes mit Tolerierung anderer Völker zu errichten. Als sich in ihrem Heimatort antisemitische und antikommunistische Tendenzen verstärkten, ging sie nach Riga und bildete sich in einem Technischen Kolleg des ORT weiter. Auf Wunsch ihrer Mutter und der möglichen Verhaftung verließ sie im Oktober 1929 Lettland nach Kapstadt in Südafrika, wo bereits zwei Geschwister lebten. Dort legte ihr Schiff am 6. November 1929 an. Bereits fünf Tage danach trat sie am 11. November 1929 im Alter von 16 Jahren in die Communist Party of South Africa (CPSA) ein.

## Politisches Leben
In Kapstadt wurde Ray Simons auf ihrer ersten Arbeitsstelle gekündigt, weil sie an der Defiance Campaign gegen die rassistischen Passgesetze des Apartheid-Regimes teilgenommen hatte. Auf ihrem nächsten Arbeitsplatz wurde ihr wegen ihrer Teilnahme an der Gründungskonferenz einer Anti-Faschisten-Liga (Anti-Fascist League) in Johannesburg gekündigt, angeblich wegen Kosteneinsparungen. Mitte der 1930er Jahre arbeitete sie auf unterschiedlichen Arbeitsstellen, engagierte sich in Gewerkschaften und war von 1934 bis 1935 Generalsekretärin der CPSA von Cape Town. Anschließend setzte sie sich im Westteil der Kapprovinz für die Interessen der abhängig Beschäftigten in der Landwirtschaft sowie im Fischfang ein und gründete 1941 die Food and Canning Workers Union.
Nachdem die Nasionale Party die Wahl in Südafrika im Jahr 1948 gewonnen hatte, verabschiedete sie im Jahr 1950 den Suppression of Communism Act, der ihr erlaubte gegen Mitglieder der Gewerkschaften vorzugehen, die auch Mitglied der CPSA waren. In den 1950er Jahren spielte Ray Simons bei der Gründung der Federation of South African Women und beim Aufbau der südafrikanischen Dachgewerkschaft South African Congress of Trade Unions eine bedeutende Rolle. Da Ray Simons einen hohen Bekanntheitsgrad erworben und politischen Einfluss in Südafrika gewonnen hatte, schränkte das Apartheid-Regime erstmals zahlreiche ihrer Rechte durch eine Bannungsverfügung vom 19. September 1953  mit Wirkung ab 7. Oktober ein. Als Ray Simons mit Helen Joseph, Lilian Ngoyi und Florence Mkhize die erste überregionale Frauenorganisation Südafrikas, die Federation of South African Women im April 1954 gegründet hatten, wurde Ray Simons zur Generalsekretärin gewählt. Unverzüglich erzwang der amtierende Justizminister Charles Robberts Swart ihren Rücktritt im selben Monat und im September 1954 ihren Rücktritt als Generalsekretärin des South African Congress of Trade Unions.
Ray Simons wurde als eine der drei Native Representatives ins südafrikanische Parlament gewählt. Trotz ihres Wahlerfolgs untersagte das Apartheid-Regime ihr die Teilnahme an den anberaumten Parlamentssitzungen. Sie besuchte diese Sitzungen trotzdem und als sie massiv daran gehindert wurde, erzwang sie die Erstattung ihrer Wahlkampagne-Kosten.
Im Mai 1965 verfügte das Apartheid-Regime weitere Bannungsanordnungen gegen Ray und ihren Mann Jack Simons, die 1941 geheiratet hatten. Er war zu dieser Zeit ein Lecturer an der Universität Kapstadt im Fach African Studies. Sie gingen nach Sambia und anschließend in das Vereinigte Königreich, wo Jack eine Anstellung als Fellow an der Manchester University erhielt. In London erschien 1968 das gemeinsam verfasste Buch African Women: Their Legal Status in South Africa. Ray Alexander schrieb sich an seiner Universität für die Fremdsprachenfächer Deutsch und Russisch sowie für Industrial Labour Relations (wörtlich: „industrielle Arbeitsbeziehungen“) ein. Später zogen sie nach London um und dort entstand das gemeinsame Buch Class and Colour in South Africa, 1850–1950, eine Analyse der politischen und sozialen Verhältnisse Südafrikas. Im Dezember 1967 gingen sie nach Lusaka, wo Ray Simons von 1968 bis 1970 für die Internationale Arbeitsorganisation arbeitete und Jack Simons in Angola Kämpfer der Umkhonto we Sizwe politisch schulte, dem bewaffneten Arm des African National Congress. In den 1990er Jahren waren sie unter den ersten politisch Verfolgten, die aus ihrem Exil nach Südafrika zurückkehrten.

## Ehrungen
- 2004 wurde Ray Simons die Isitwalandwe verliehen, eine Ehrenmedaille und zugleich die höchste Auszeichnung des African National Congress.
- Nach ihr wurde das Ray Alexander Museum and Heritage Place in Kapstadt benannt.[6]
- Um ihre Leistungen gegen das Apartheid-Regime zu würdigen, druckten die Länder Sambia, Sierra Leone und Liberia ihr Porträt auf einer Briefmarke ab.[7]

## Familie
Aus der Ehe gingen drei Kinder hervor. Ihre beiden Töchter wurden 1976 von der Apartheidsregierung für fünf Jahre gebannt.